# Ļaudona
Ļaudona (ryska: Ляудона) är en ort i Lettland.   Den ligger i kommunen Madonas novads, i den centrala delen av landet, 130 km öster om huvudstaden Riga. Ļaudona ligger 83 meter över havet och antalet invånare är 1 689.
Terrängen runt Ļaudona är huvudsakligen platt. Ļaudona ligger nere i en dal. Runt Ļaudona är det mycket glesbefolkat, med 7 invånare per kvadratkilometer. Närmaste större samhälle är Madona, 16,1 km norr om Ļaudona. I omgivningarna runt Ļaudona växer i huvudsak blandskog.